# 骨ページェット病
骨ページェット病または骨パジェット病（Paget's disease of bone; PDB）とは、体の一部の骨の代謝が部分的に異常に活発になり、骨変形や強度低下を起こす慢性疾患である。イギリスの医師James Pagetにより報告、命名された。変形性骨炎とも呼ばれる。

## 概要

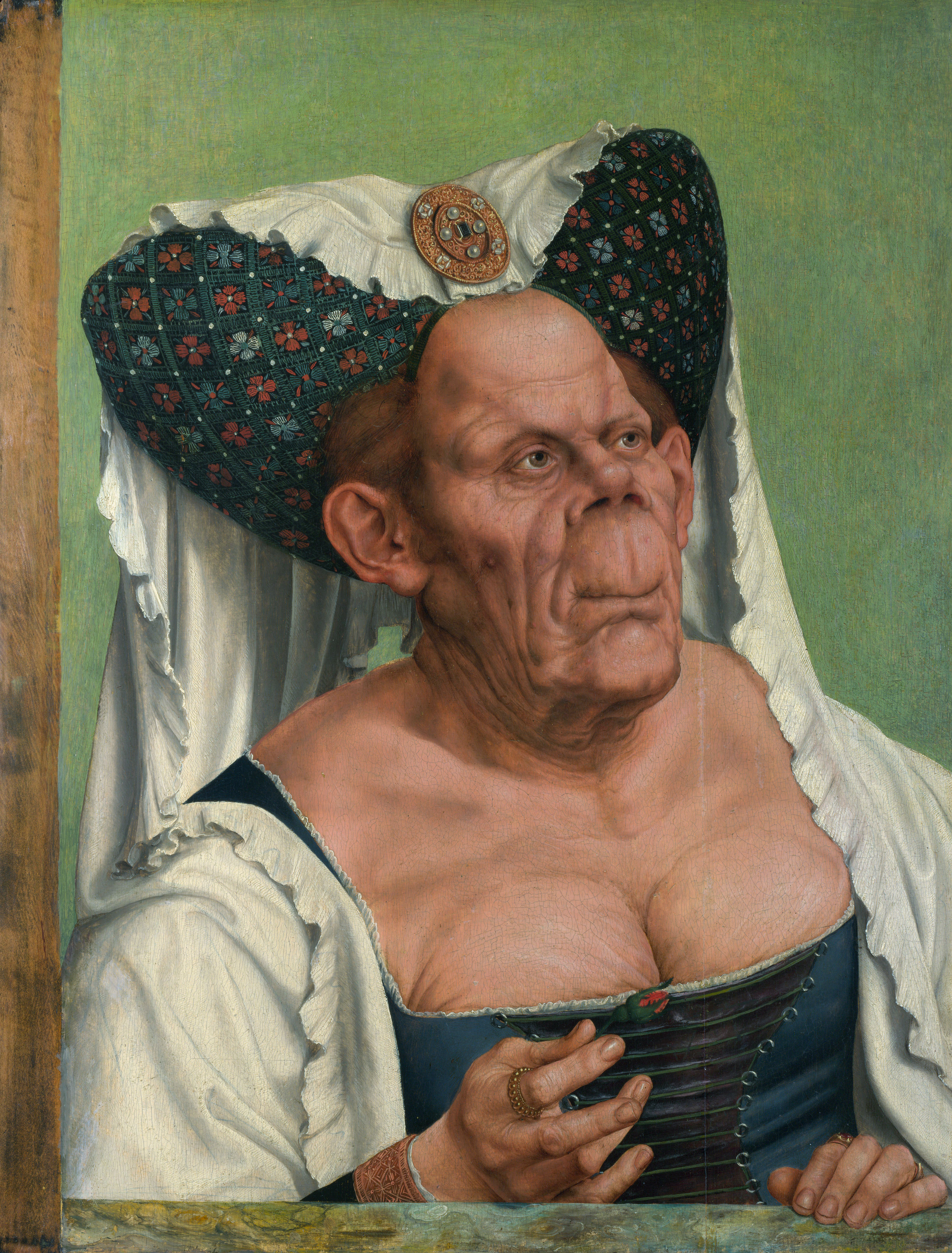
クエンティン・マサイス『醜女の肖像』 本疾患の女性を描いたとされる。

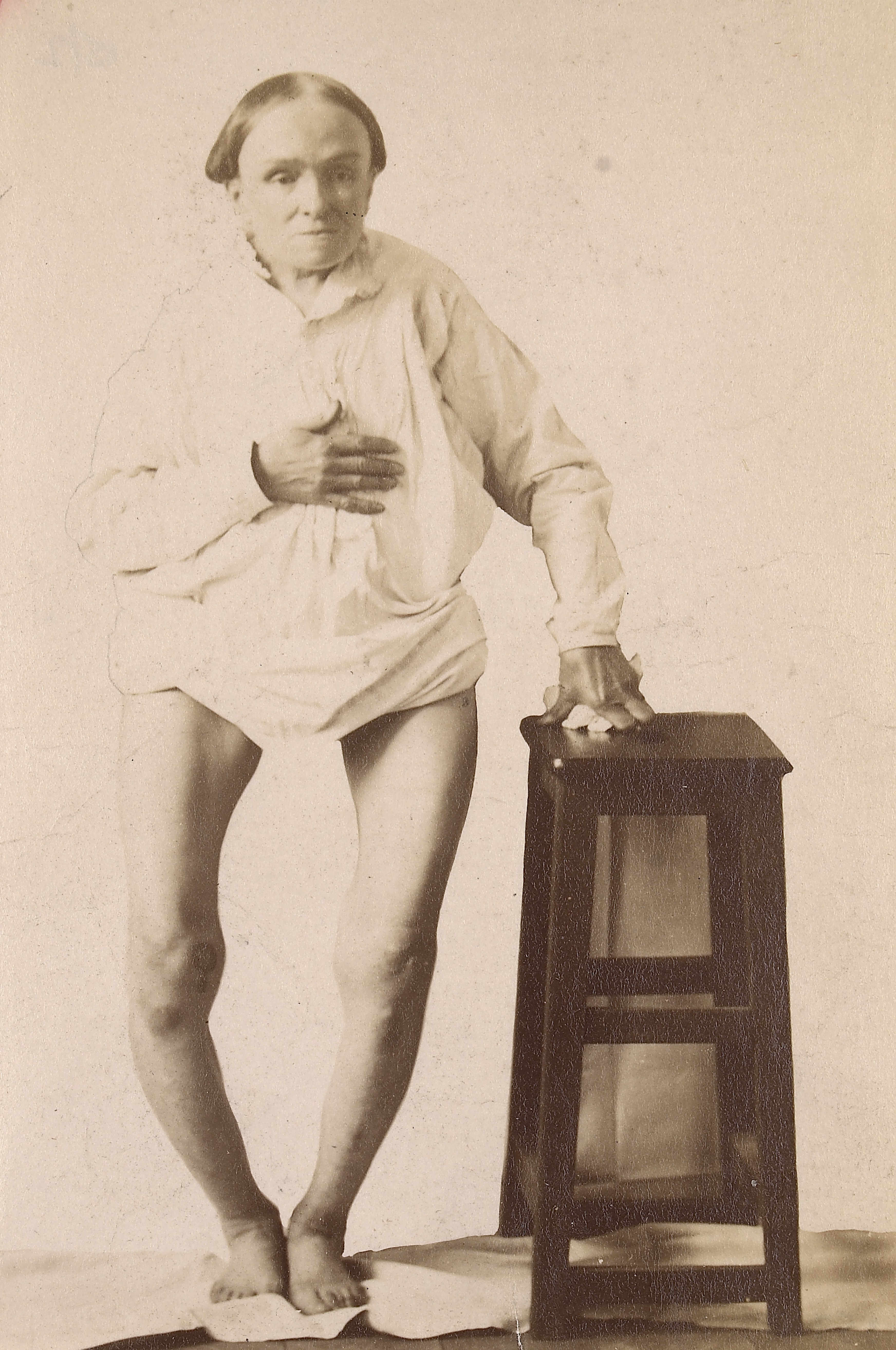
骨ページェット病と思われる患者の写真（下肢）

原因は特定されていない。しばしば家族性に発生するので遺伝子関連性も疑われるが、病変部骨組織の電子顕微鏡像はウイルス感染（パラミクソウイルスによるslow virus infection）を示唆しているとも言われる。患部では骨代謝の異常な亢進が起きており、破骨細胞による骨吸収と造骨細胞による骨新生の双方が活発化している。結果として皮質骨は肥厚するものの、骨質は損われて骨強度が低下し、骨折を来しやすくなるほか、骨の疼痛や変形を来す。全身の全ての骨に発症し得るものの、好発部位は骨盤 大腿骨、頭蓋骨、脛骨、椎骨、鎖骨、上腕骨等とされる。クエンティン・マサイスが1513年頃に描いた代表作「醜女の肖像」は、この骨ページェット病 の婦人をモデルにしたとされる。

## 疫学
骨ページェット病は、ヨーロッパ（スカンジナビア半島を除く）、オーストラリア、ニュージーランドに多いとされる。特にイギリスでは高率に発生するとされる。年齢分布では、アメリカの統計で40歳を超える人の約1%が罹患し、男女比は3：2でやや男性の方が多いとされる。40歳以下の若年層に発症することは稀。
日本での患者数は2008年現在200-300人とされ、ヨーロッパ等と比較すると低率（100万人に2.8人）とされる。若年性の骨ページェット病には、筋障害と認知症を伴う症候性骨ページェット病が見られることがある。ただし、日本では症候性骨ページェット病は非常に珍しいとされる。
アジア全般でも罹患率は低く、東南アジアでは診断方法が普及していないこともあるが2012年までに13例の報告に留まる。

## 遺伝学的知見
いくつかの骨ページェット病はSQSTM1遺伝子の変異によって引き起こされる事が知られている。SQSTM1遺伝子は筋萎縮性側索硬化症やアルツハイマー型認知症にも関与することが知られている。2010年にNature Geneticsに掲載された論文によると、SQSTM1遺伝子の変異を持たない骨ページェット病患者750名と比較対象の1,002名とで、ゲノムワイド関連解析が実施されたところ、3種類の疾患遺伝子が関連していることが示唆されている。

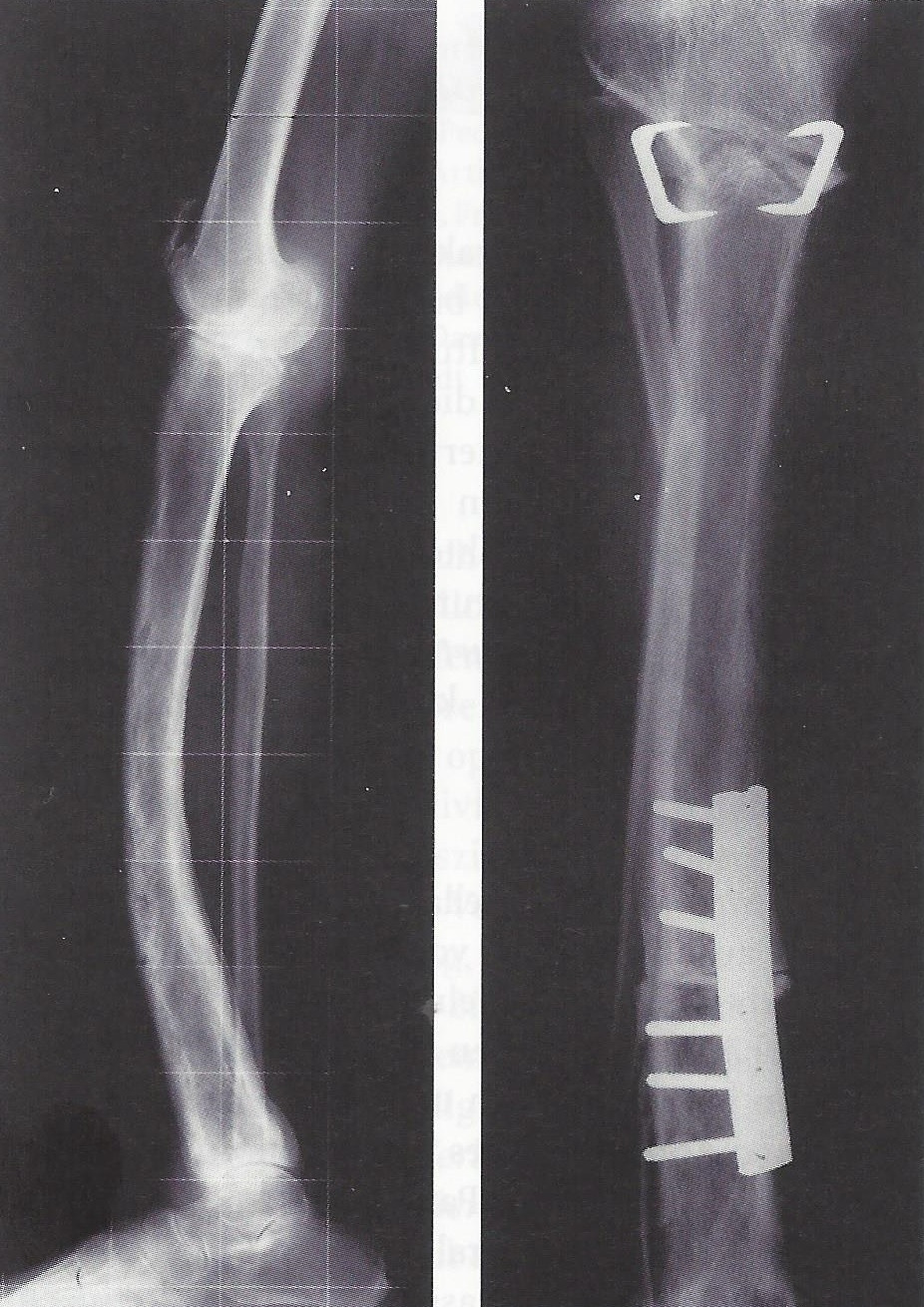
腓骨の高度な変形（レントゲン側面写真：左側）と、骨切り術を使用した矯正術後（レントゲン正面写真：右側）

## 症状
骨の疼痛、骨の変形、関節炎、神経圧迫による神経原性疼痛などで気づかれることが多いが、無症状のこともある。病巣部の脆弱性が進行すると病的骨折を起こしやすくなる。

## 合併症

### 高カルシウム血症
骨破壊の進行による、骨からのカルシウム放出増加によって高カルシウム血症が合併することがある。また、高カルシウム血症によって腎結石、心電図異常、テタニーなどを続発することもある。続発性副甲状腺機能亢進症も合併することがある。一方、通常は血清PO4値は正常である。

### 骨変形による合併症
骨変形の進行より、変形性関節症や脊柱管狭窄症を合併することがある。頭蓋骨の変形では内耳が圧迫され眩暈や難聴、頭痛が起こることもある。

### その他の合併症
病巣部の動静脈シャントにより心負荷が増大し、心不全を起こすことが稀にある。また骨ページェット病の病巣部から、骨肉腫、線維肉腫、軟骨肉腫、骨原発悪性線維性組織球腫などの原発性骨腫瘍が稀に（日本での頻度は1.8%）発生することも知られている。

## 診断
診断は、単純レントゲン写真、テクネシウム99m(99mTc)骨シンチグラフィー、血清ALP濃度、骨代謝マーカーなどで行う。ALPの上昇は、骨分画（ALP3）でより明瞭となる。単純レントゲン写真では、皮質骨の肥厚や骨硬化像が見られ、有力な診断根拠となる。

## 治療

### 薬物治療
骨粗鬆症治療薬であるビスホスホネート系製剤が使用（内服・静脈投与）される。ビスホスホネート系製剤は骨に沈着し、それを貪食した破骨細胞の活動を低下させ、疼痛や高カルシウム血症、骨破壊を抑制する。ビスホスホネート系製剤の骨ページェット病に対する効果は、反復使用で低下してくる。ゾレドロン酸などの長期作用型のビスホスホネート製剤が、骨ページェット病進行抑制により有効とされる。
日本では、カルシトニン製剤やエチドロネートで治療されていたが、諸外国と比較して新薬の適応追加は遅れ、2008年7月になってやっとリセドロネート（商品名ベネット・アクトネル）が同疾患に適応追加された（17.5mg錠のみ。75mg錠は適応なし）。リセドロネートは骨粗鬆症の治療の場合と用法が異なる。日本ではその後同疾患に対して適応追加を獲得するに至った薬剤は2022年現在無く、投与薬剤の選択肢はリセドロネート、エチドロネート、カルシトニンの3種類に限られるが、デノスマブなどの破骨細胞を抑制する効果のある薬剤も検討されている。
日本人に対するリゼドロネートの効果は、血清ALP値が正常上限の2倍を超えた11人に対する内服投与で55%の患者に疼痛抑制などの治療効果が認められた。高カルシウム血症やビスホスホネートによる先立つ治療の存在は、耐性因子とされた。P1NPやCTX、BAP、NTXなどの骨代謝マーカーは、治療効果判定の良い指標とされる。

### 手術
病的骨折や神経圧迫症状が出た場合は、適時適切な対応を行う必要がある。骨変形に起因する神経圧迫が長期に及ぶと神経に不可逆的損傷を来し、末梢神経性障害や脊髄損傷を起こすので、可能な部位であれば適時手術を行い除圧を行う。関節の変形が高度になれば人工関節置換術や骨切り術も検討される。

## 予後
大部分の患者は、慢性に経過し予後良好である。若年性に多い症候性骨ページェット病は病変の範囲が全身に散在性に及び、高齢者に多い一般的な骨ページェット病と比較して変形や機能障害が強くなる。頻度は少ないが骨肉腫、線維肉腫、軟骨肉腫などの結合組織系悪性疾患が続発して出現した場合は予後不良で、無背景で発生した結合組織系悪性疾患と比較しても予後が悪いとされる。

## 画像

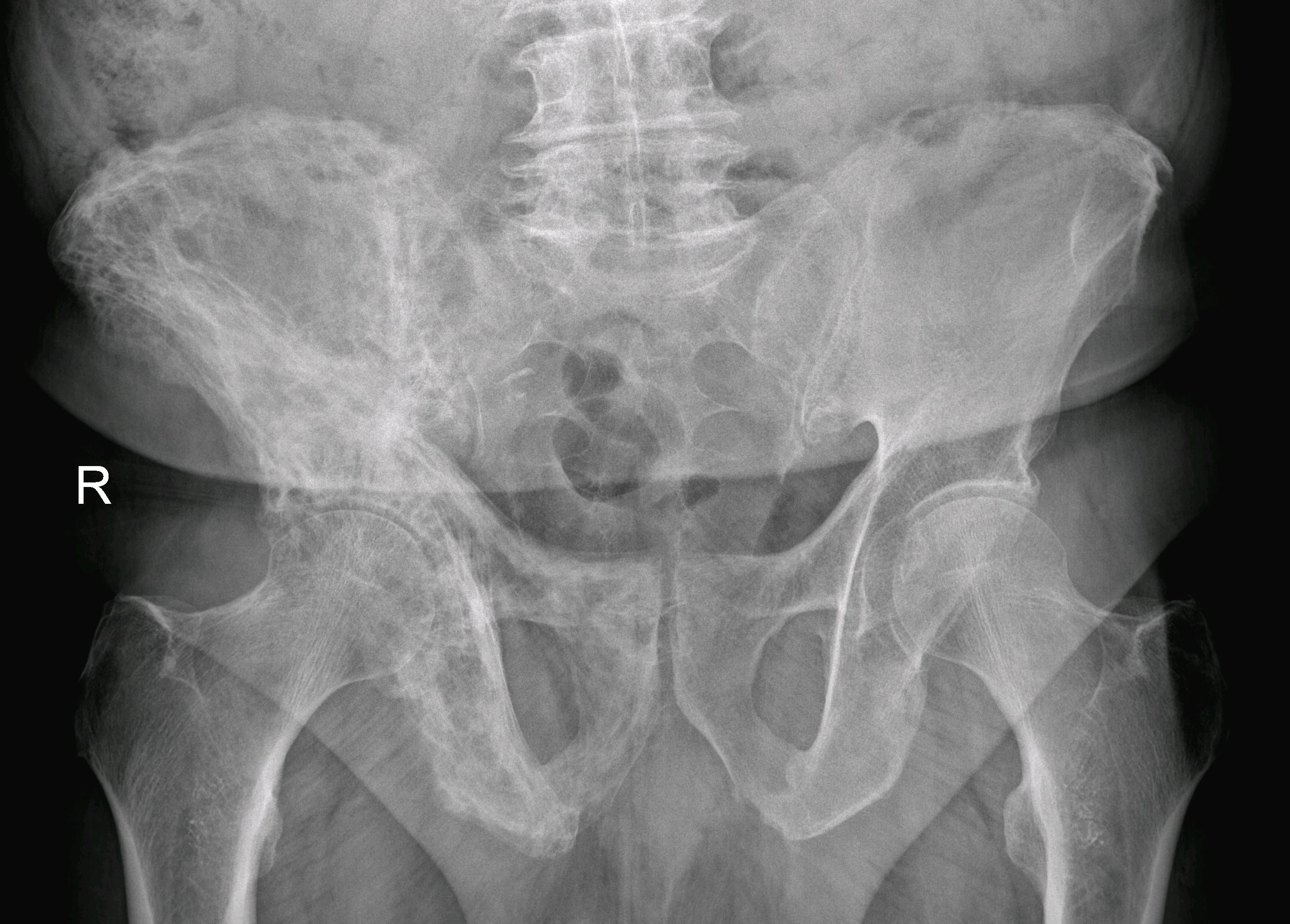
右股関節臼の骨ページェット病病変 80歳男性
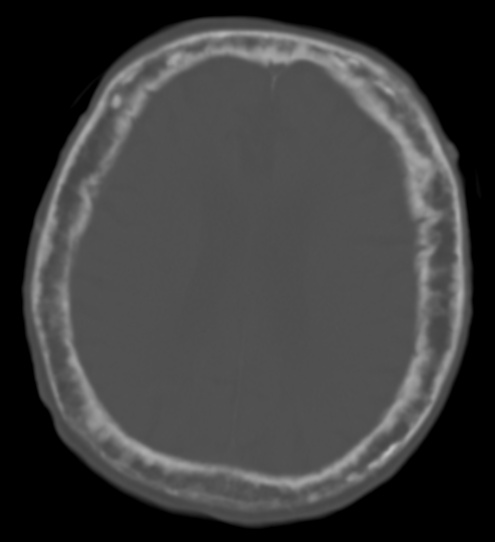
骨ページェットのために、瀰漫性に肥厚した頭蓋骨 92歳男性 片麻痺を来して診断された
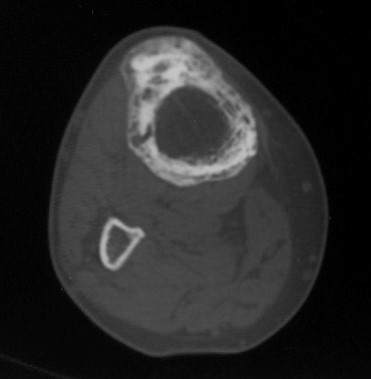
脛骨の病変（単純CT）
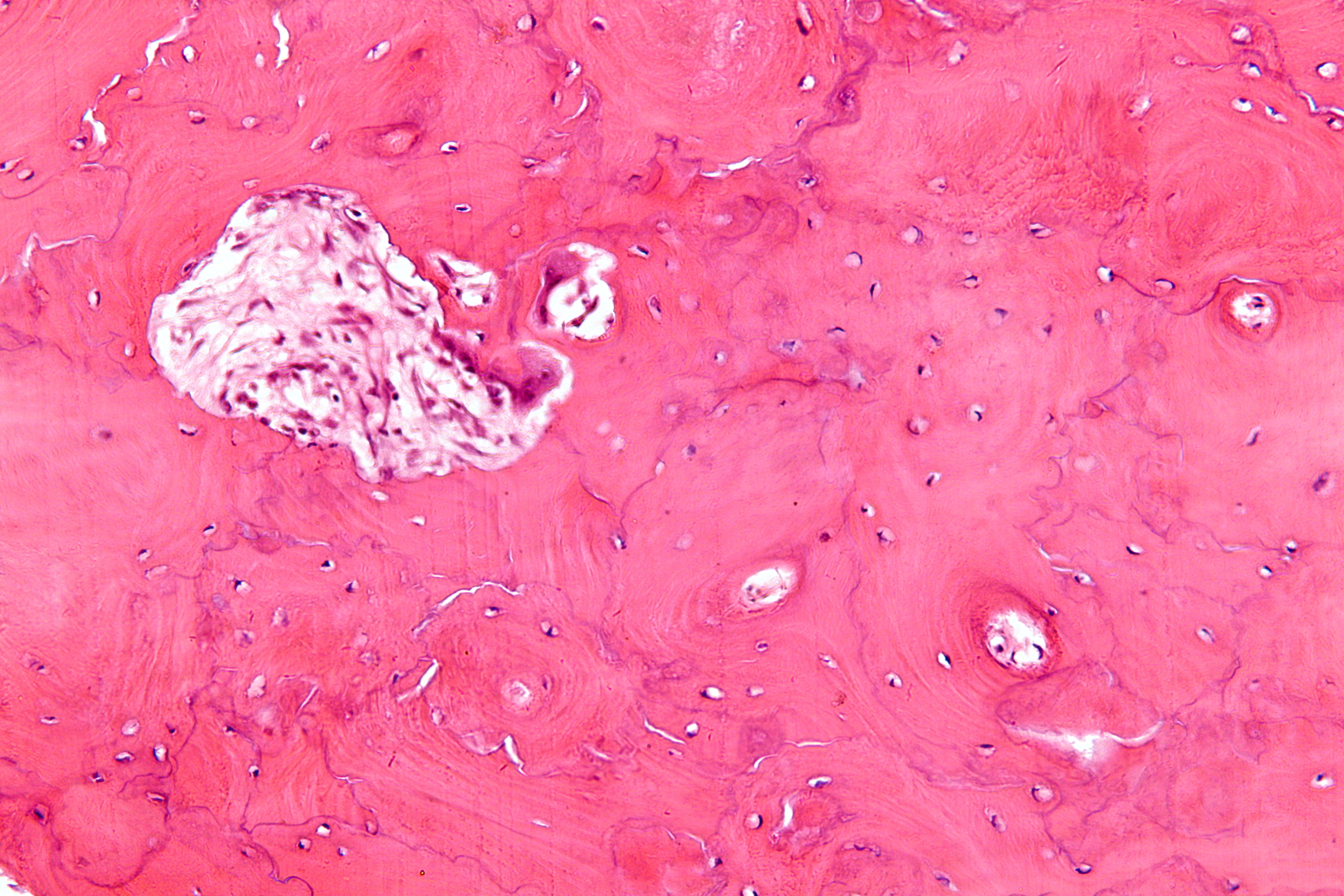
骨ページェット病の病変部の骨スライス標本(HE染色) ジクソーパズルのような特徴的なパターンが観察される
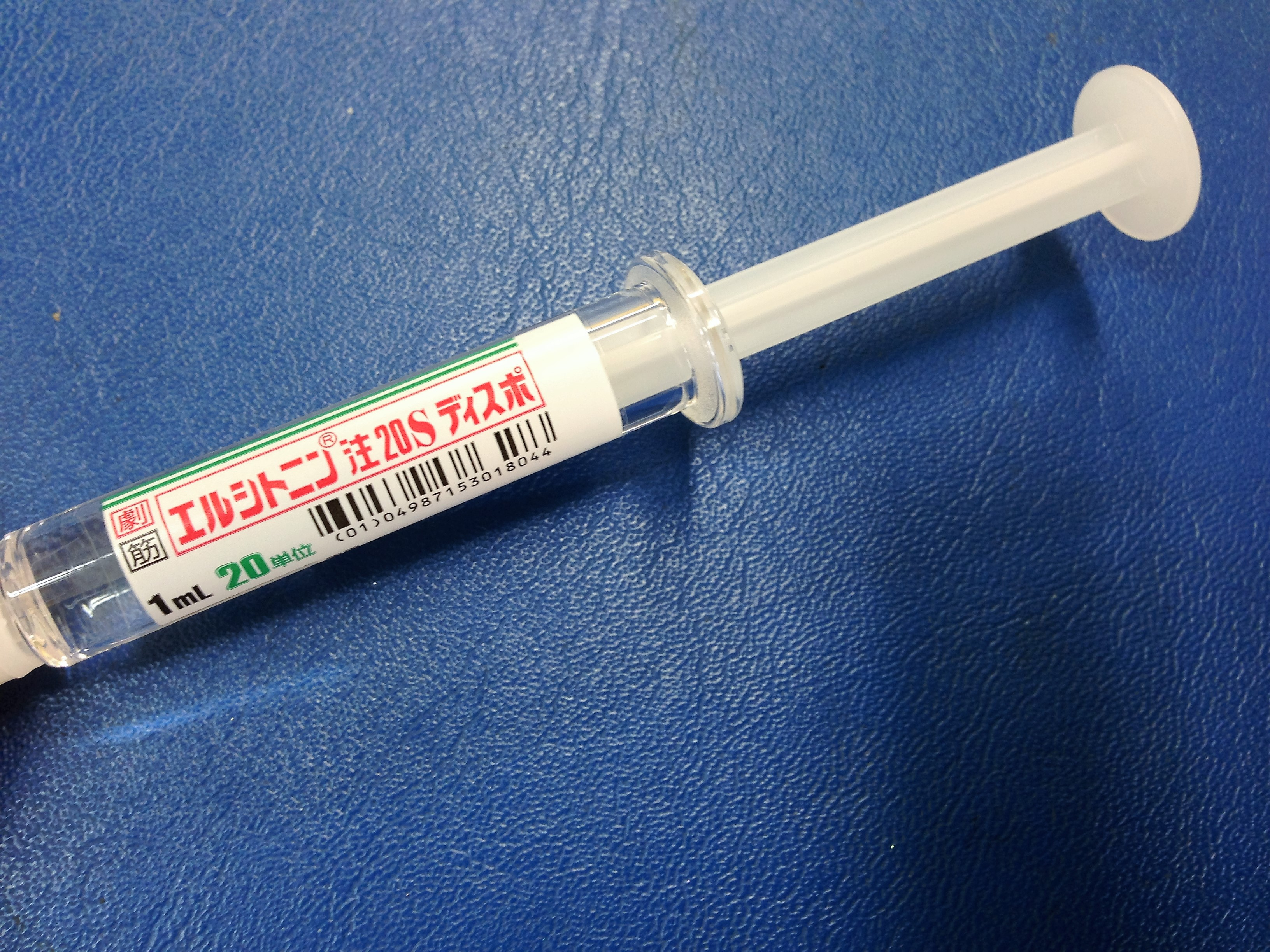
カルシトニン製剤